# Lago de Thun
O lago de Thun ou lago Thun(em alemão:  Thunersee) é um lago no Oberland Bernês, na Suíça. 
Com 17,5 km de comprimento por 3,5 km de largura máxima, a área total é de 48,3 km² e a profundidade máxima de 217 m. A cidade de Thun está situada a norte do lago e dá-lhe o seu nome. 400 000 pessoas vivem em redor do lago, que é alimentado pelo glaciar Steingletscher através do rio Aar.
O algo de Thun foi criado aquando da última glaciação. Originalmente estaria unido com o lago de Brienz. O lago completo (Thun e Brienz) é designado "Wendelsee".
O lago está localizado a 558 metros de altitude. A área de cobertura é de aproximadamente 2500 km². Esta área é frequentemente inundada quando as chuvas são demasiado fortes, e isto sucede já que o rio Aar, que é o efluente do lago, é demasiado estreito, o que não permite a saída de suficiente água.

## Galeria

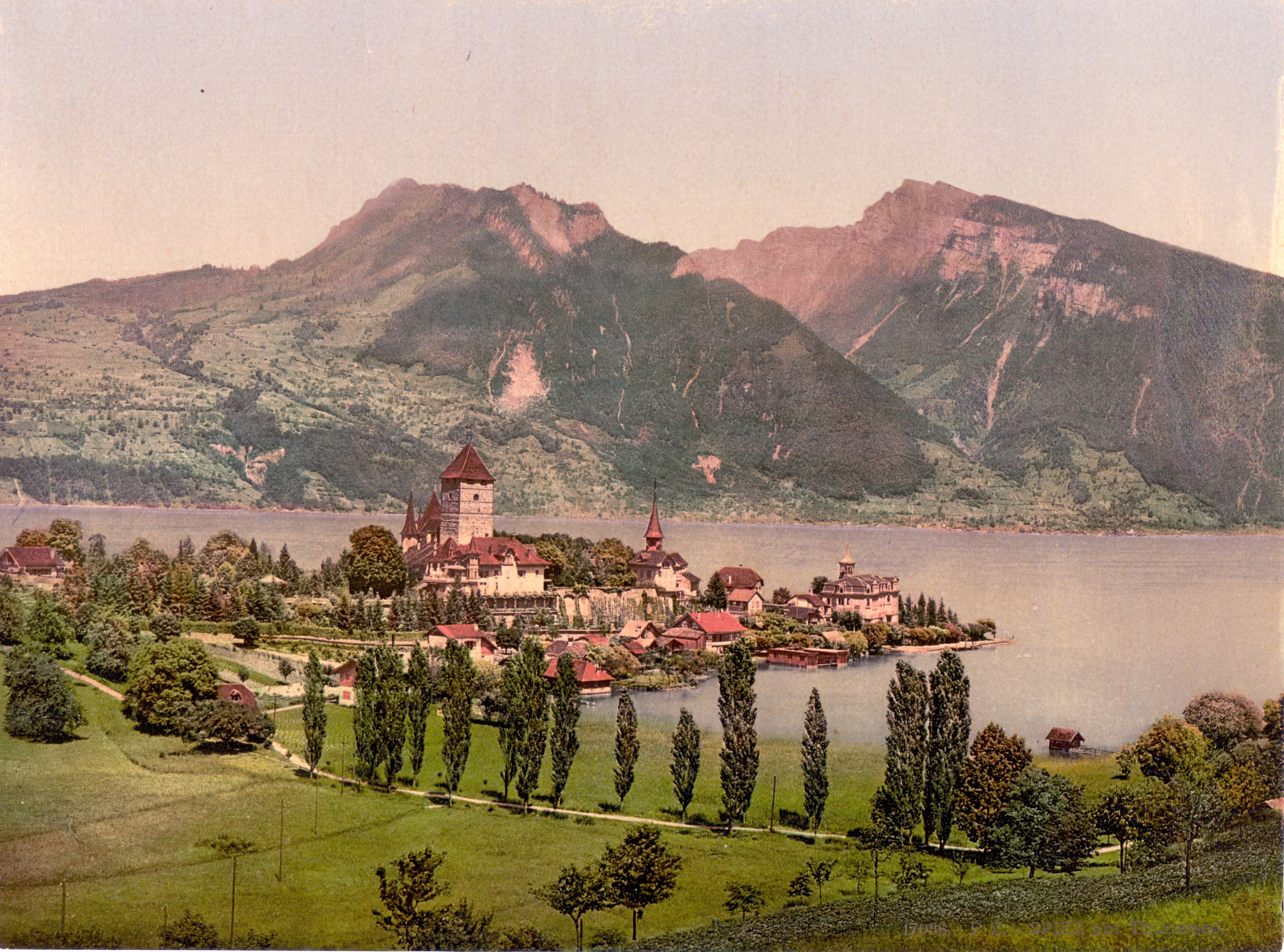
Spiez em 1900
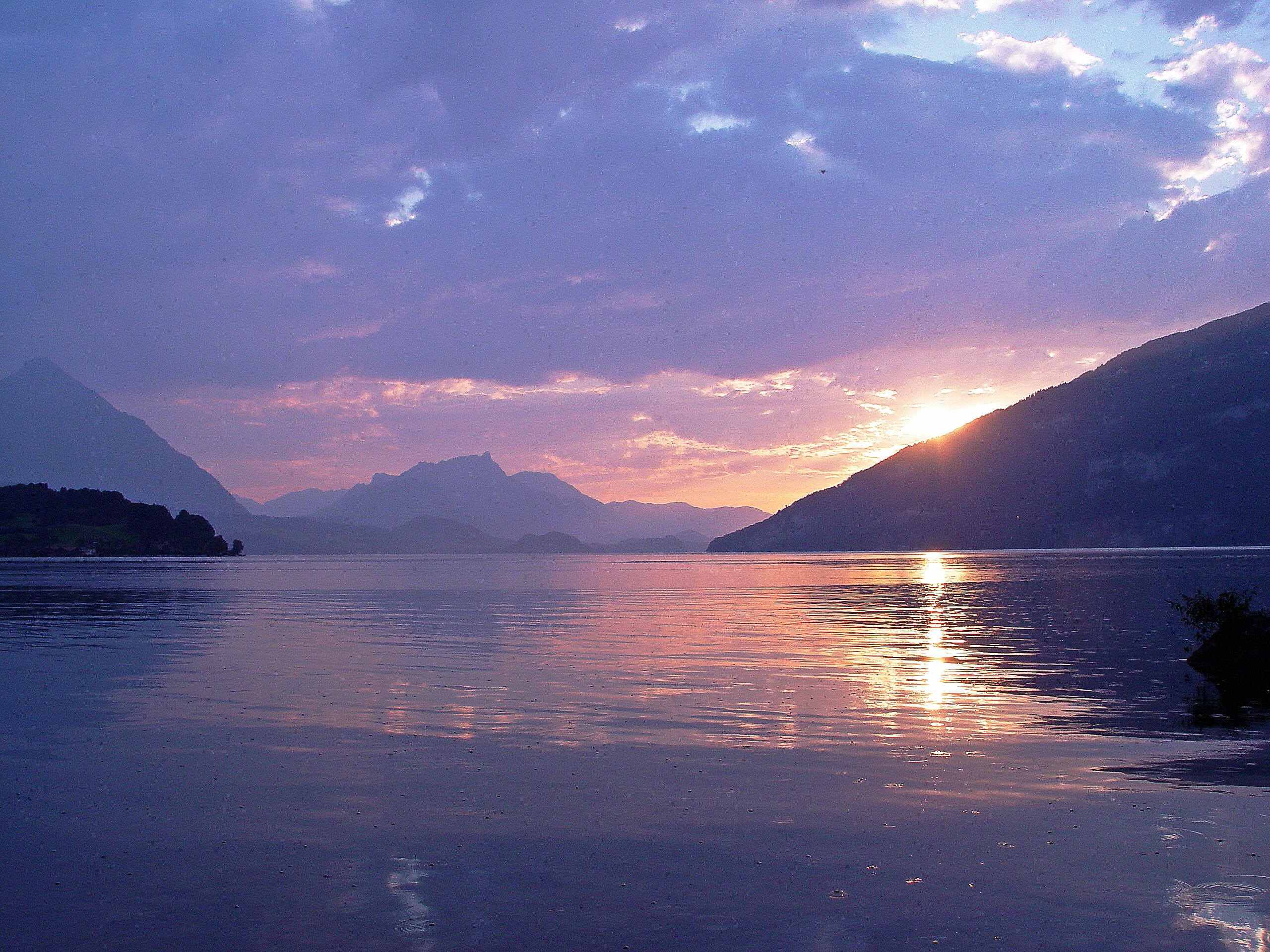
Lago de Thun
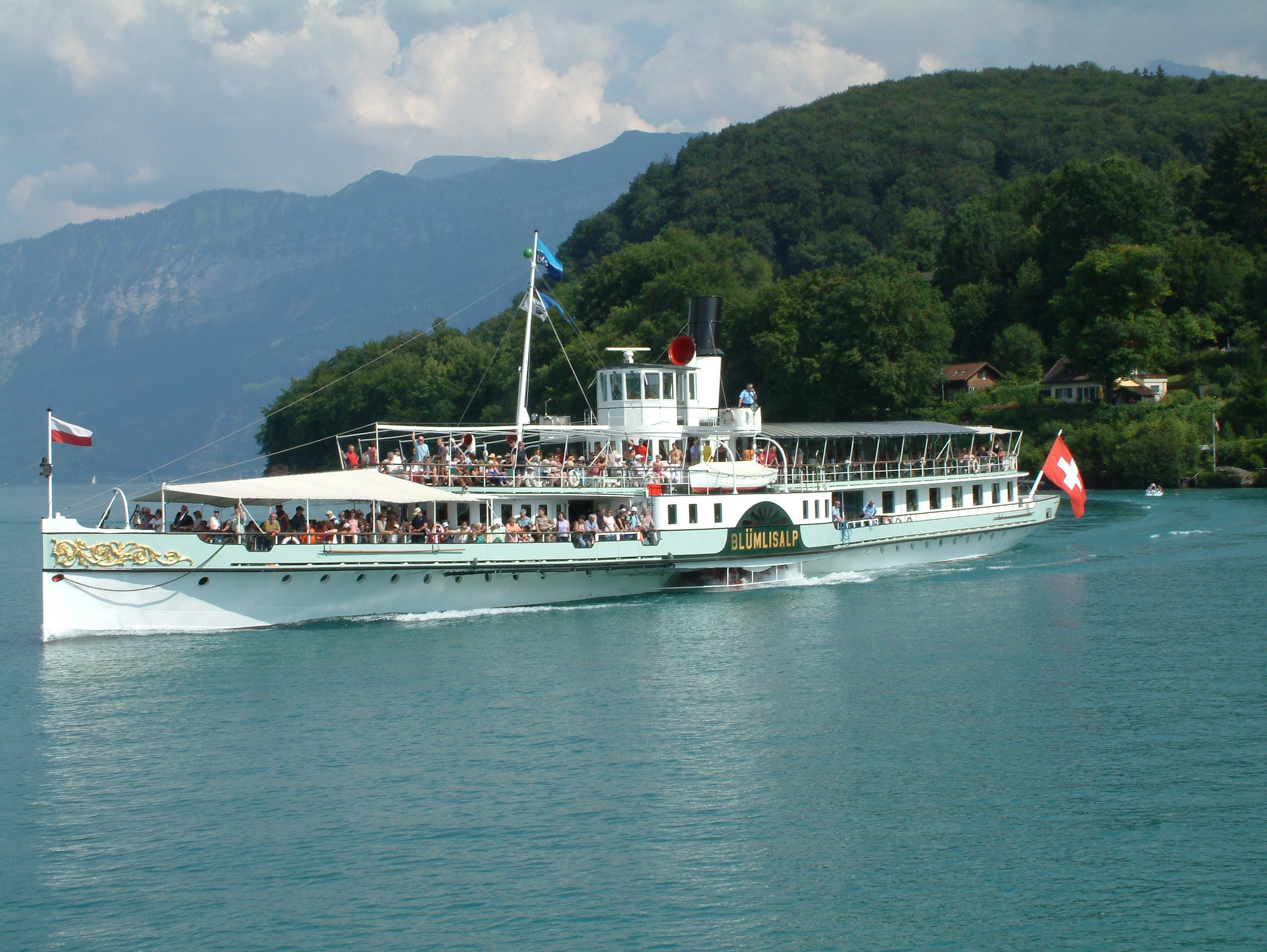
Navio no lago